# Kravallerna i North East Delhi

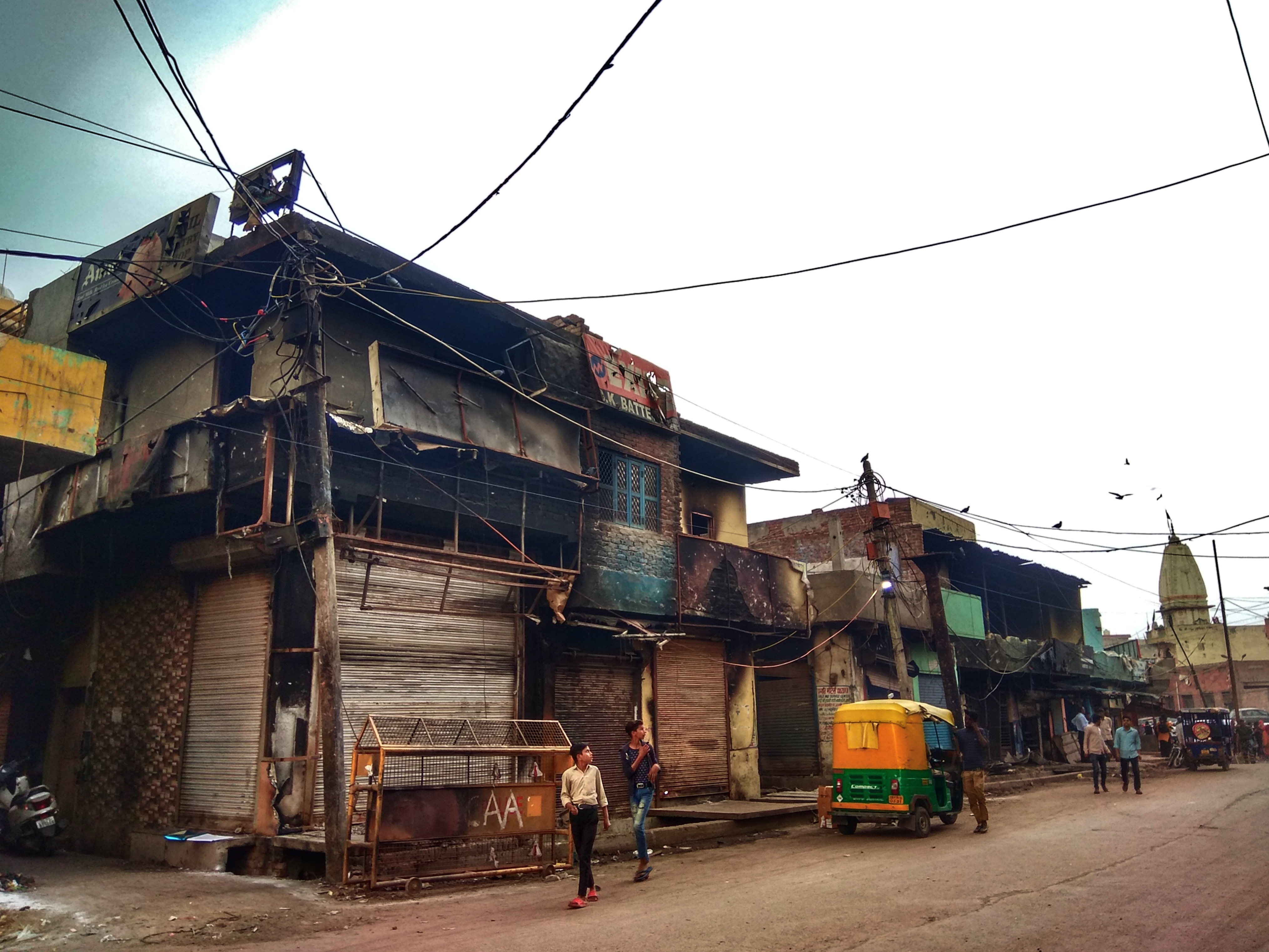
Nedbrända affärer vid Shiv Vihar.

Kravallerna i North East Delhi i Indien pågick mellan den 24 februari och 29 februari 2020. 53 personer dödades och över 200 andra skadades. Protesterna skedde i protest mot paragraferna i Tilläggslagen för medborgarskap som trädde i kraft i december 2019 och mot det Nationella medborgarregistret som planeras att införas i hela landet under 2020,[uppföljning saknas] samt mot det Nationella befolkningsregistret.
Under protesterna attackerades ledaren för Bharatiya Janata Party, tillika före detta lagstiftaren, Kapil Mishra av en folkmassa som stödde tilläggslagen och registren. Detta skedde när partiledaren ledde en fredlig protestaktion i syfte att blockera vägar och tunnelbanestationer. Efter attacken skedde nästa dag flera sammandrabbningar i North East Delhi, vilket resulterade i att poliser och civila dödades.